# Piero Umiliani
Piero Umiliani, né le 17 juillet 1926 à Florence et décédé le 14 février 2001 à Rome, est un compositeur de musique italien.

## Biographie

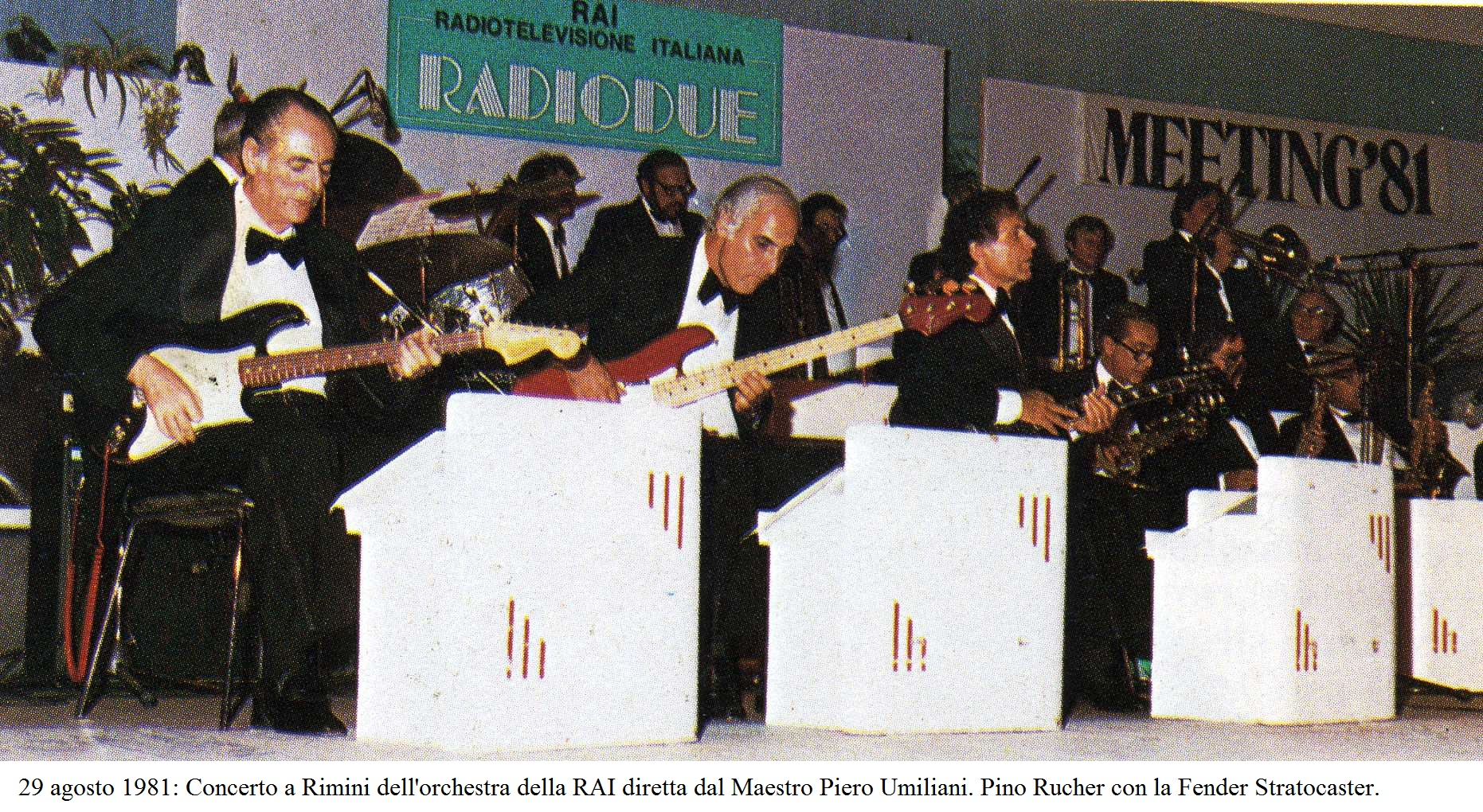
Le 29 août 1981: Meeting per l’amicizia fra i popoli. Concert à Rimini de l’orchestre de la RAI dirigée par Maître Piero Umiliani.

Malgré l'interdiction des disques d'origine américaine sous Mussolini, il commence par écouter du jazz de contrebande (Hot Duke de Duke Ellington).
Il compose nombre de bandes originales de cinéma dont celle, en 1968, d'un film à sensations Suède, enfer et paradis. Parmi les morceaux, figure une mélodie Mah-nà mah-nà chantée par Alessandro Alessandroni qui ne passe pas inaperçue. Henri Salvador en donne dès 1969 une version française, Mais non, mais non, mais c'est son adaptation par les émissions populaires 1, rue Sésame et le Muppet Show au début des années 70 qui rend la chanson célèbre dans le monde entier. Le tube sert ensuite de musique d'illustration pour de nombreuses émissions telles la série britannique Benny Hill ou encore Téléfoot en France.

## Filmographie
- 1958 : Le Pigeon (I soliti ignoti)
- 1959 : Roulotte e roulette
- 1960 : L'Agent (Il vigile)
- 1960 : Les Fausses Ingénues (Labbra Rosse) de Giuseppe Bennati
- 1960 : Les Starlettes (Le ambiziose) d'Antonio Amendola
- 1960 : Incroyables parents (Genitori in blue-jeans)
- 1960 : Les Hurleurs (Urlatori alla sbarra) de Lucio Fulci
- 1960 : Audace colpo dei soliti ignoti
- 1961 : Venere creola
- 1961 : A porte chiuse
- 1961 : À cheval sur le tigre (A cavallo della tigre)
- 1962 : Smog
- 1962 : Noi e l'automobile (TV)
- 1962 : I Nuovi angeli
- 1962 : Boccace 70 (Boccaccio '70)
- 1962 : Colpo gobbo all'italiana
- 1963 : Omicron
- 1963 : Mondo matto al neon
- 1963 : I misteri di Roma
- 1963 : Il comandante
- 1963 : La bella di Lodi
- 1963 : Les Amours difficiles (L'amore difficile)
- 1963 : Tutto il bello dell'uomo
- 1964 : F.B.I. enquête à Los Angeles (Intrigo a Los Angeles)
- 1964 : Controsesso
- 1964 : Bianco, rosso, giallo, rosa
- 1964 : Les Plus Belles Escroqueries du monde
- 1964 : 002 agenti segretissimi
- 1964 : Arizona Bill (La strada per Fort Alamo)
- 1964 : Los dinamiteros
- 1964 : Le Grand Défi (Ercole, Sansone, Maciste e Ursus gli invincibili)
- 1964 : I due pericoli pubblici
- 1965 : Scippo, Lo
- 1965 : I figli del leopardo
- 1965 : Deux Mafiosi contre Goldginger (Due mafiosi contro Goldginger) de Giorgio Simonelli
- 1965 : Illégitime Défense (Una bella grinta) de Giuliano Montaldo
- 1965 : La Célestine (La Celestina P... R...) de Carlo Lizzani
- 1965 : Agente 3S3, passeport pour l'enfer (Agente 3S3: Passaporto per l'inferno)
- 1965 : Peep Show
- 1965 : X 1-7 Top Secret (Agente X 1-7 operación Océano)
- 1965 : À l'italienne (Made in Italy)
- 1965 : I due parà
- 1965 : La Vengeance de Lady Morgan (La vendetta di Lady Morgan) de Massimo Pupillo
- 1966 : Testa di rapa
- 1966 : Ray Master l'inafferrabile
- 1966 : Opération poker (Operazione poker)
- 1966 : Il nero
- 1966 : I due sanculotti
- 1966 : Jerry Land, chasseur d'espions (Anónima de asesinos)
- 1966 : Intrigue à Suez (Un colpo da mille miliardi)
- 1966 : Due mafiosi contro Al Capone
- 1966 : Deux bidasses et le général (Due marines e un generale)
- 1966 : Agent 3S3, massacre au soleil (Agente 3S3, massacro al sole)
- 1966 : Ça casse à Caracas (Inferno a Caracas)
- 1966 : Che notte, ragazzi!
- 1966 : Danger à Tanger (Tecnica di una spia)
- 1966 : Duel dans le monde (Duello nel mondo)
- 1967 : Quand les vautours attaquent (Il tempo degli avvoltoi) de Nando Cicero
- 1967 : Du rififi à Amsterdam (Rififí ad Amsterdam)
- 1967 : Ric e Gian alla conquista del West
- 1967 : L'agent Gordon se déchaîne (Password: Uccidete agente Gordon)
- 1967 : Non sta bene rubare il tesoro
- 1967 : Coup de gong à Hong Kong (Lotosblüten für Miss Quon)
- 1967 : Le Retour de Django (Il figlio di Django)
- 1967 : I due figli di Ringo
- 1967 : Superman contre les robots - Argoman super diabolico (Come rubare la corona d'Inghilterra)
- 1967 : Deux idiots chez les fritz (I barbieri di Sicilia)
- 1967 : Tecnica per un massacro
- 1967 : Anónima de asesinos
- 1967 : Feuer frei auf Frankie
- 1967 : Un casse pour des clous (28 minuti per 3 milioni di dollari)
- 1967 : Segretissimo
- 1967 : Gli italiani e l'industria (documentaire)
- 1968 : Una tranquilla villeggiatura
- 1968 : I nipoti di Zorro
- 1968 : Goldface, il fantastico superman
- 1968 : Crisantemi per un branco di carogne
- 1968 : I 2 deputati
- 1968 : La vuole lui... lo vuole lei
- 1968 : La nuit est faite pour... voler (La notte è fatta per... rubare) de Giorgio Capitani
- 1968 : Due occhi per uccidere
- 1968 : Suède, enfer et paradis (Svezia, inferno e paradiso)
- 1968 : Scusi, lei conosce il sesso?
- 1969 : Eros e Thanatos
- 1969 : L'Année de la contestation (Don Franco e Don Ciccio nell'anno della contestazione)
- 1969 : Une folle envie d'aimer (Orgasmo)
- 1969 : Quinto : à ne pas tuer (Quinto: non ammazzare)
- 1969 : La Loi des gangsters (La legge dei gangsters)
- 1969 : Pleins Feux sur l'archange (L'arcangelo) de Giorgio Capitani
- 1969 : La Mort sonne toujours deux fois (Blonde Köder für den Mörder)
- 1970 : Les Vengeurs de l'Ave Maria
- 1970 : Le isole dell'amore
- 1970 : Dove non è peccato
- 1970 : Django défie Sartana (Django sfida Sartana) de Pasquale Squitieri
- 1970 : Angeli bianchi... angeli neri
- 1970 : L'Île de l'épouvante (5 bambole per la luna d'agosto)
- 1970 : El hombre del puño de oro
- 1970 : Roy Colt et Winchester Jack (Roy Colt e Winchester Jack)
- 1970 : No desearás al vecino del quinto
- 1971 : La última señora Anderson
- 1971 : Ce monde si merveilleux et si dégueulasse (Questo sporco mondo meraviglioso)
- 1971 : Le Colt du révérend (Reverendo Colt) de León Klimovsky
- 1971 : La vengeance est un plat qui se mange froid (La vendetta è un piatto che si serve freddo)
- 1971 : I due assi del guantone
- 1972 : I vizi segreti della donna nel mondo
- 1972 : La schiava io ce l'ho e tu no
- 1972 : La Fille à la peau de lune (La ragazza dalla pelle di luna)
- 1972 : Viva Django (W Django!)
- 1972 : Tropique du Cancer (Al tropico del cancro) de Giampaolo Lomi
- 1973 : La ragazza fuoristrada
- 1973 : Baba Yaga
- 1974 : Il corpo
- 1974 : L'ammazzatina
- 1974 : La Gouvernante (La governante)
- 1974 : Dieci bianchi uccisi da un piccolo indiano
- 1974 : Service compris (Il domestico)
- 1975 : La prof donne des leçons particulières (L'insegnante)
- 1975 : La Pépée du gangster (La pupa del gangster)
- 1976 : La Toubib du régiment (La dottoressa del distretto militare)
- 1976 : Bruciati da cocente passione
- 1976 : Voluptueuse Laura (Eva nera)
- 1977 : Les Bonshommes (Pane, burro e marmellata)
- 1977 : Blue Nude
- 1977 : La bella e la bestia
- 1977 : L'Aguicheuse (La notte dell'alta marea)
- 1977 : La soldatessa alla visita militare
- 1978 : L'inquilina del piano di sopra
- 1978 : Follie di notte
- 1978 : Io tigro, tu tigri, egli tigra
- 1978 : La Toubib aux grandes manœuvres (La soldatessa alle grandi manovre)
- 1979 : Une langouste au petit déjeuner (Aragosta a colazione)
- 1980 : Je hais les blondes (Odio le bionde)
- 1981 : Ensemble, c'est un bordel... séparés, un désastre (Quando la coppia scoppia)
- 1981 : Il marito in vacanza
- 1981 : La cameriera seduce i villeggianti
- 1981 : C'è un fantasma nel mio letto
- 1981 : Bollenti spiriti
- 1982 : Erotico 2000